# Psapharochrus juno
Psapharochrus juno là một loài bọ cánh cứng trong họ Cerambycidae.